# Troć wędrowna
Troć wędrowna (Salmo trutta m. trutta) – anadromiczna ryba wędrowna, należąca do gatunku Salmo trutta – ekologiczna forma troci atlantyckiej (S. t. trutta).

## Występowanie
Występuje w wodach przybrzeżnych Atlantyku, Morza Północnego i Bałtyku, od ujścia rzeki Douro w Portugalii do dalekiej północy.

## Opis
Osiąga długość do 100 cm. W porównaniu z łososiem szlachetnym ma bardziej krępe ciało i większą głowę. Grzbiet jest szarawy lub brązowawy, boki jaśniejsze a brzuch srebrzysty. Głowa, boki i grzbiet są pokryte licznymi czarnymi plamkami, które w czasie tarła mają żółtą obwódkę. Płetwa tłuszczowa czerwono obrzeżona. W okresie tarła u samców pojawiają się czerwone plamki na bokach i przybierają one charakterystyczną miedzianobrązową barwę ciała. Młode osobniki mają ciemne, poprzeczne prążkowanie i czerwone plamki na ciele. Troć wędrowna może żyć do 20 lat.

## Odżywianie
Młode osobniki przebywające w rzekach żywią się głównie dennymi bezkręgowcami oraz opadłymi na taflę owadami. Większe osobniki zjadają też małe ryby. Bałtyckie trocie żywią się rybami śledziowatymi i dobijakowymi.

## Rozród
Wędrówki tarłowe odbywają się zazwyczaj od lipca do jesieni. Troć nie podejmuje tak dalekich wędrówek jak  łosoś. Tarło odbywa się od grudnia  do kwietnia  w podobny sposób jak u łososia. Smolty spływają do morza przy długości 10–20 cm.

## Ochrona w Polsce
Na terenie Polski obowiązuje wymiar ochronny dla troci wędrownej. Wynosi on 35 cm.

## Historyczna taksonomia
Ze względu na podobieństwo fizyczne troć nie była uważana za osobny gatunek, lecz uważano ją za łososia. W 1870 Kluk opisał jako osobny gatunek i nazwał łosiopstrągiem. Można spotkać także nazwę łośpstrąg. Obecną nazwę nadał Wałecki w 1864.

## Filatelistyka
Poczta niemiecka wyemitowała 4 grudnia 2014 r. znaczek pocztowy z motywem troci morskiej o wartości 45 eurocentów. Autorem projektu znaczka był Jens Müller z Düsseldorfu.